# Portugal op de Olympische Winterspelen 2014
Portugal was een van de landen die deelnam aan de Olympische Winterspelen 2014 in Sotsji, Rusland.

## Deelnemers en resultaten
(m) = mannen, (v) = vrouwen 

### Alpineskiën
| Olympiër     | Onderdeel        | Resultaat | Prestatie                                                 |
| ------------ | ---------------- | --------- | --------------------------------------------------------- |
| Arthur Hanse | reuzenslalom (m) | DNF-2     | 1e run: 1.30,52 (57e) 2e run: niet gefinisht              |
| Arthur Hanse | slalom (m)       | DNF-1     | 1e run: niet gefinisht                                    |
|              |                  |           |                                                           |
| Camille Dias | reuzenslalom (v) | 59e       | Totaal: 3.07,63 run 1: 1.32,70 (63e) run 2: 1.34,93 (63e) |
| Camille Dias | slalom (v)       | 40e       | Totaal: 2.08,50 run 1: 1.05,24 (48e) run 2: 1.03,26 (41e) |